# Busanella
Busanella (Buṣanèla in dialetto reggiano; Busanellæ in latino) è una frazione del comune di Carpineti, sull'appennino reggiano, in provincia di Reggio Emilia.

La frazione si trova all'interno del bacino del torrente Tresinaro e si estende fino al versante del Monte Frombolara. Il suo territorio è attraversato dalla SS 63 del Valico del Cerreto ed è compreso tra le frazioni di Felina, nel comune di Castelnovo ne' Monti, e Marola. Dista 3 km dal centro di Carpineti e 35 km da Reggio Emilia.

Attualmente la frazione possiede, altresì, il nome di San Biagio di Carpineti, dal nome della chiesa parrocchiale. Busanella ed i borghi contano complessivamente circa 170 abitanti. Archiviato il 4 marzo 2016 in Internet Archive..

## Geografia fisica
L'area su cui si estende la frazione di Busanella-San Biagio comprende sette nuclei abitati:
- Busanella, il borgo che dà il nome alla frazione.
- San Biagio: la località, posta su un'altura che domina la vallata del Tresinaro, comprende la chiesa parrocchiale, risalente al XIII secolo, e gli edifici connessi.
- Pignedolo: tipico borgo dell'appennino tosco-emiliano in buon stato di conservazione, è costituito da antiche case in pietra, alcune recentemente restaurate.
- Cantigalli, un piccolo borgo in cui è presente una tipica casa a torre del XV XVII secolo.
- Carbonia, un'area residenziale in prevalenza della fine del XX secolo.
- Frombolara. Il borgo consiste di un piccolissimo agglomerato di case coloniche sulla cima del Monte Frombolara, in posizione panoramica. Da uno studio del giornalista e agronomo Gabriele Arlotti, si evidenzia come il 13 aprile del 1159 compare per la prima volta la parola 'formadio' (il padre del futuro Parmigiano Reggiano) in una pergamena dei monaci benedettini dell'Abbazia Marola: tre fratelli di Formolaria (oggi Frombolara) di Carpineti accettavano terre in affitto dall'Abbazia fondata per volere di Matilde di Canossa in cambio di denari, merci e "tres aportos de formadio". Questo documento venne redatto a Corniano di Bibbiano in una dipendenza dei religiosi.
- Costa di Po.

## Storia
Busanella è nominata per la prima volta nel 1240. Sotto il ducato di Reggio degli Este fu feudo del conte Orazio Malaguzzi (parente di Ludovico Ariosto) e in seguito ad altre famiglie nobili, fra cui quella dei Benedetti di Fivizzano, come riportato più sotto nella descrizione settecentesca di Ludovico Ricci.

### Descrizione settecentesca
Busanella viene così descritta da Lodovico Ricci nel 1738:
«Busanella, Contea, Giurisdizione e Comune sotto il Ducato, la Diocesi e l'Archivio di Reggio. Ha per confine le Giurisdizioni a Levante Carpineti, Mezzogiorno di Pontone, ponente di Fellina, Settentrione di San Donnino di Marola, e di Fellina. ha la propria Adunanza di Reggenti, e una parrocchiale col titolare S. Biagio figliale della Pieve di Carpineti. È feudo della Casa de' Benedetti di Fivizzano, Stato di Firenze. È posta nel monte, ed è distante da Reggio 18 miglia, da Modena 27. Ha una popolazione di 76 abitanti».

### Luoghi di culto
La chiesa di San Biagio nasce come filiale della pieve di San Vitale di Carpineti, e ancora nel XVI secolo non risulta dotata di fonte battesimale. Documenti informano che una cappella era già funzionante almeno dal 1302. La parrocchia, sino al 1967 facente parte del vicariato di Giandeto, fu successivamente inglobata nel vicariato di Carpineti e, dagli anni 2000, nel nuovo vicariato di Bismantova. Attualmente fa parte della zona pastorale di Carpineti in unità pastorale con Marola, Poiago e Pianzano. La parrocchia detiene il titolo di rettorato. Oltre alla chiesa parrocchiale sono presenti due luoghi sacri:
- Invenzione della Santa Croce a Pignedolo, oratorio;
- Cappella sulla SS 63 (1969), abituale sede delle funzioni;

## Società e cultura
Sino agli anni 1980 nel territorio di Busanella era attiva una scuola elementare, successivamente soppressa per la mancanza del numero minimo di scolari volto a garantire l'attività regolare del plesso.

## Società

### Evoluzione demografica
Dalla seconda metà del Novecento la frazione ha subito un forte spopolamento demografico dovuto all'abbandono delle attività agricole da parte di molte famiglie che si trasferirono nei centri maggiori. La popolazione è così passata dai 325 abitanti del 1962, ai 221 del 1983 sino ai 180 del 2010.

## Infrastrutture e trasporti
La frazione è attraversata dalla SS 63, che collega Reggio ad Aulla valicando il passo del Cerreto. Nelle vicinanze si innesta la nuova variante alla SS 63, realizzata negli anni 1990, che si snoda su alti viadotti e lunghe gallerie. Le numerose autolinee di trasporto extraurbano che percorrono la statale assicurano i collegamenti con Castelnovo ne' Monti e il capoluogo di provincia.

## Galleria d'immagini

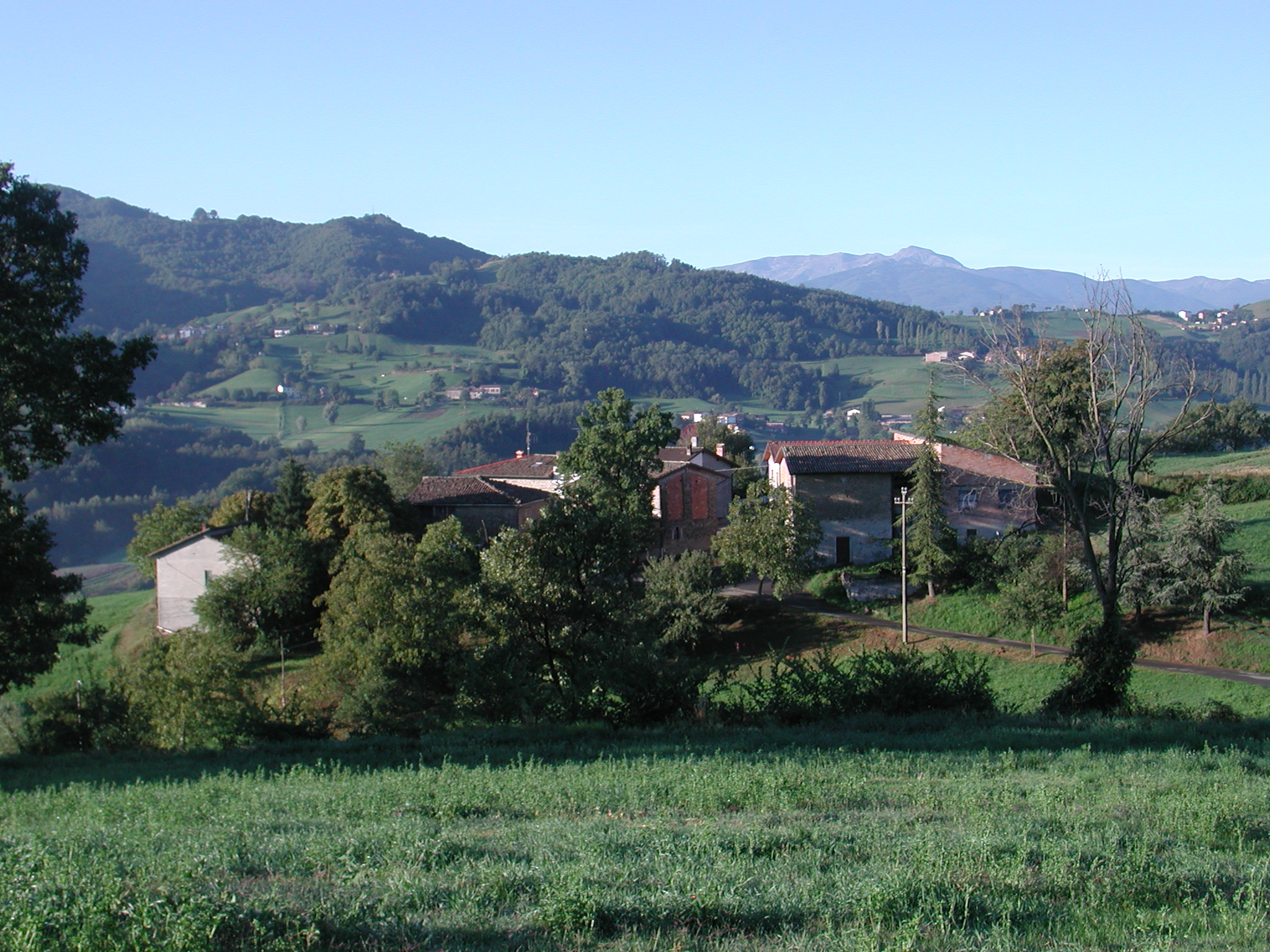
Busanella
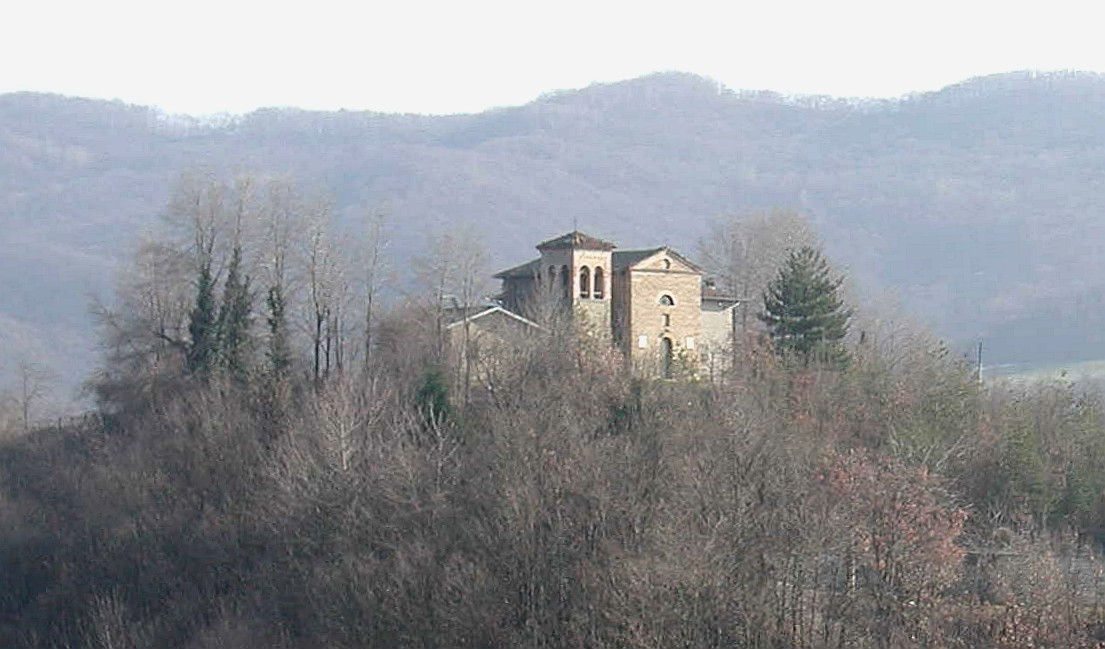
Chiesa di San Biagio
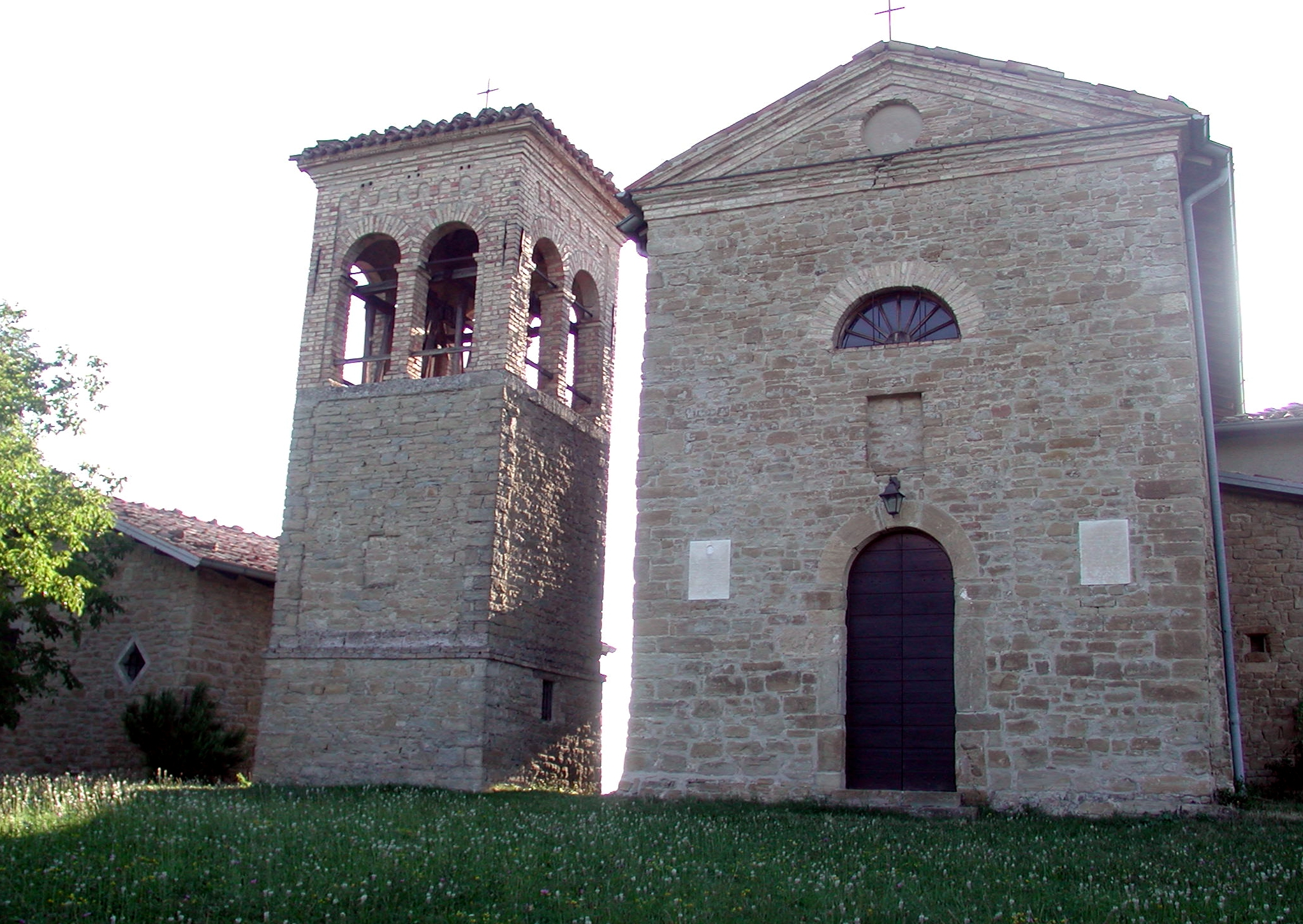
Facciata di San Biagio
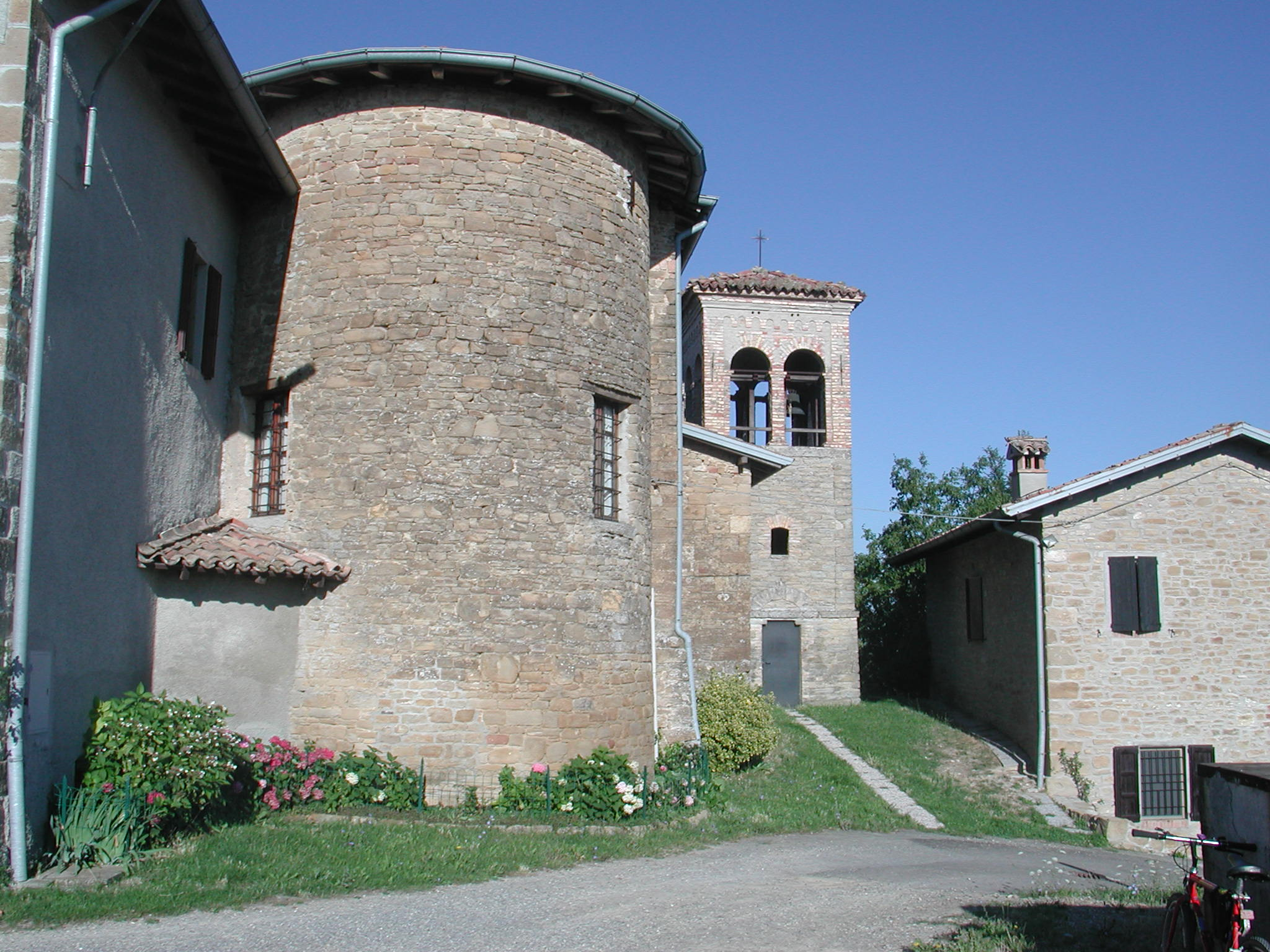
Abside
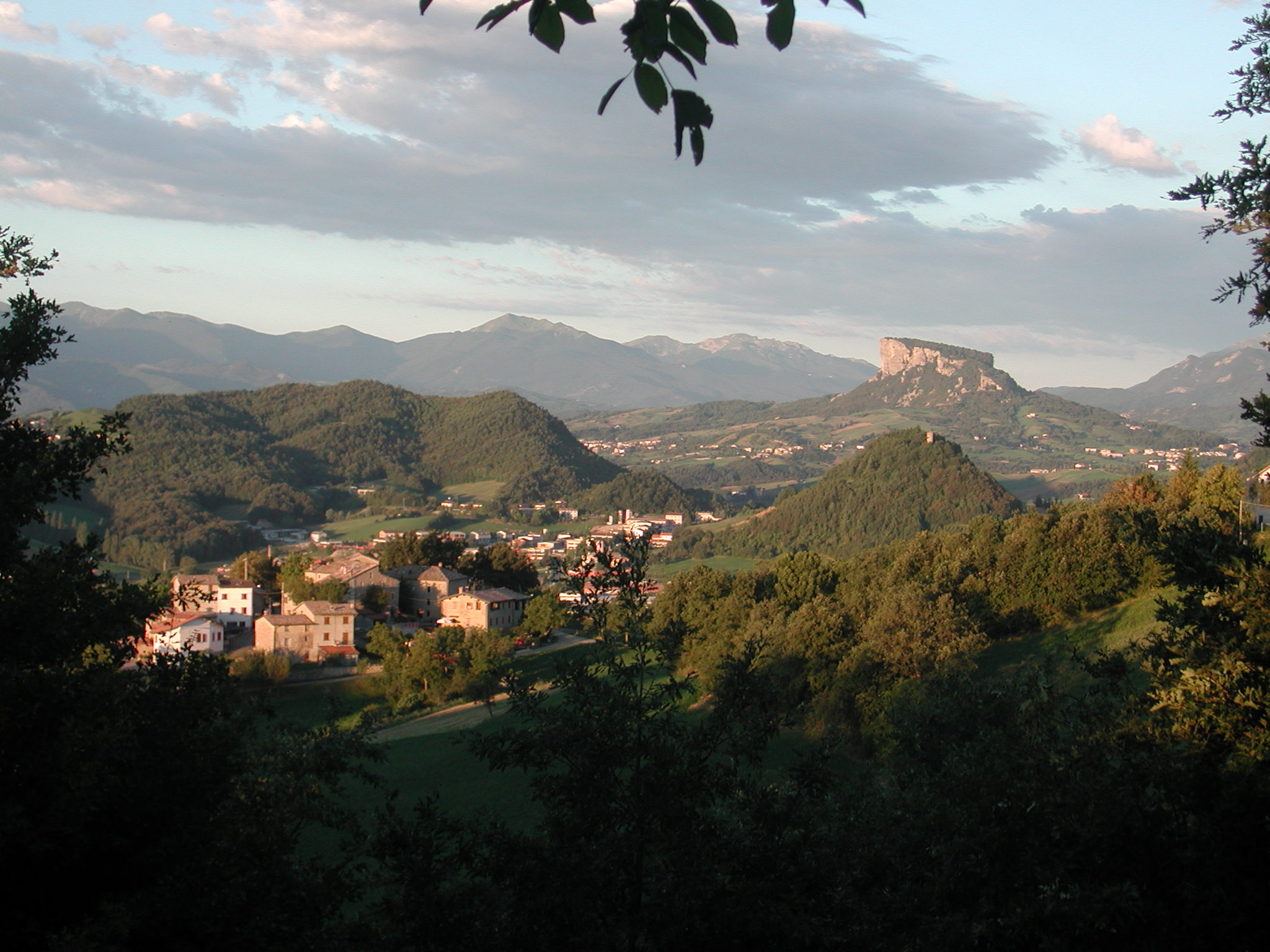
Pignedolo con la Pietra di Bismantova
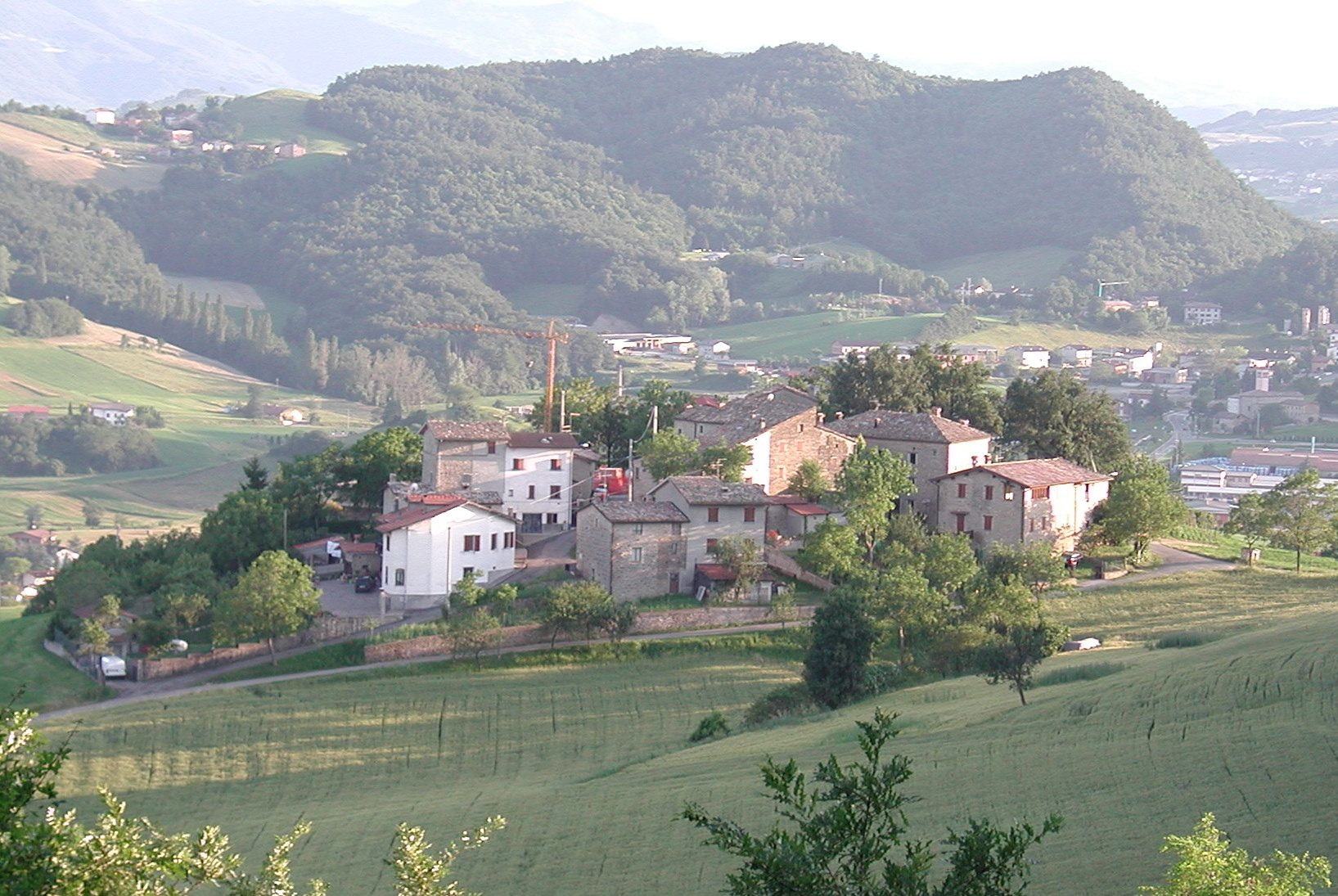
Pignedolo